# Château du Rocher-Portail
Pour les articles homonymes, voir Portail (homonymie).
Le château Le Rocher-Portail est un château de la fin XVIe siècle situé dans la commune de Maen Roch en Ille-et-Vilaine.

## Localisation
Le château est situé dans le Coglais, dans le nord-est du département français d'Ille-et-Vilaine, à une vingtaine de kilomètres au nord-ouest de Fougères, sur la commune de Maen Roch. Localisé au nord du bourg de Saint-Brice-en-Coglès, proche de l'ancienne commune de La Selle-en-Coglès (aujourd'hui intégrée dans la commune nouvelle des Portes du Coglais), le château est situé au bord d'un étang alimenté par le ruisseau des Échelles.

## Historique
L'édifice est classé au titre des monuments historiques par arrêté des 27 septembre 1961 et 20 décembre 2018. Ce château, construit en granit, avec des encadrements de baies en granite, est coiffé de toitures, comportant des corniches à modillons à la base du toit. Édifié de 1586 à 1607, il présente un corps central flanqué de deux ailes en équerre : l'une s'ouvre sur la cour par une galerie Renaissance d'inspiration italienne, avec pilastres cannelés à l'extrémité de laquelle se trouve une chapelle munie de canonnières ; l'autre percée d'un portail central. C'est le château de Gilles de Ruellan, un proche d'Henri IV et du cardinal de Richelieu.
De la famille Ruellan, jusqu’en 1653 à la famille Boutray, trois familles se sont succédé entre 1617 et 2016, laissant la marque de leur époque. Ainsi, les Boutray, propriétaires de 1866 à 2016, avec leurs 35 domestiques, ont laissé l’empreinte de la dimension hiérarchique d’une époque : chambres de domestique, tableau de majordome, photographies… tout est resté intact pour rappeler l’organisation de la vie noble du XIXe siècle 400 ans sans dommage.
Manuel Roussel en devient le propriétaire en 2016. Le château est ouvert aux visites en 2017. En 2022, l'établissement inaugure une attraction nommée « nouvelle école des sorciers », inspirée de l'univers Harry Potter,. En 2023, le château ferme au public pour se consacrer exclusivement à l'accueil d'animations temporaires autour de son école de sorciers,.

### Cinéma
- Les extérieurs du Château, en particulier la cour d’honneur, la galerie italienne, le pont levis ont servi de décor au film Les Chouans d'Henri Calef (1947) avec Jean Marais, Madeleine Robinson[11].